# Shame (film 1917)
Shame è un film muto del 1917 diretto da John W. Noble. Di genere melodrammatico, aveva come interpreti Zena Keefe, Lionel Belmore, Niles Welch, Paul Doucet.

## Trama
Allo scoppio della guerra ispano-americana, John Gray parte volontario per Cuba, lasciando a casa la fidanzata Mary. La ragazza scopre di essere incinta ma i due innamorati non riusciranno a sposarsi e regolare la loro situazione, perché il giovane resta ucciso in guerra. Quando Mary muore, la piccola Mary viene accolta in un orfanotrofio dove viene adottata da Peters, un contadino crudele e brutale che finisce per fare di lei la sua schiava. L'unico amico che Mary trova, è Seppe, un giovane gobbo. Un giorno, la ragazza riesce a scappare e, in città, trova lavoro nell'ospedale del dottor Strong. Lì, si innamora di Donald, il figlio del dottore. I due progettano il matrimonio ma, quando Donald scopre che Mary è figli illegittima, rompe il fidanzamento. Peters, che vuole riprendersi Mary, ne è impedito da Seppe, che, per fermarlo gli spara, ferendo in maniera non grave. Donald, intanto, torna sulla sua decisione, ma Mary, anche se sia lei che Seppe sono stati prosciolti da ogni accusa, rifiuta di compromettere la reputazione di Donald, decidendo di restare con Seppe e di tornare in campagna con lui.

## Produzione
Il film fu prodotto dalla John W. Noble Productions e dalla Duplex Films Inc..

## Distribuzione
Il copyright del film, richiesto da John W. Noble, fu registrato il 5 dicembre 1917 con il numero LU11454.
Distribuito dalla General Film Company, il film uscì nelle sale cinematografiche statunitensi nel dicembre 1917.
Non si conoscono copie ancora esistenti della pellicola che viene considerata presumibilmente perduta.